# Alexandru Iordan
Alexandru Iordan (sinh ngày 17 tháng 8 năm 1988) là một cầu thủ bóng đá người România thi đấu cho Balotești ở vị trí thủ môn.